# Єштокін Панас Федорович
Панас Федорович Єштокін (нар. 2 липня 1913, село Станове Фатезького повіту Курської губернії, тепер Понировського району Курської області, Російська Федерація — 19 серпня 1974, місто Москва) — радянський державний діяч, гірничий інженер, 1-й секретар Кемеровського обласного комітету КПРС, голова Свердловського облвиконкому. Член ЦК КПРС у 1966—1974 роках. Депутат Верховної ради Російської РФСР 5—6-го скликань, член Президії Верховної ради Російської РФСР 6-го скликання. Депутат Верховної Ради СРСР 7—9-го скликань.

## Життєпис
Народився в родині гірника (випалювальника вапна). У 1921—1928 роках — учень Нижньо-Смородинської семирічної школи. У 1927 році вступив до комсомолу.
У 1928—1931 роках — слухач робітничого факультету при гірничому інституті міста Сталіно (Донецька).
У жовтні 1931 — серпні 1932 року — робітник-бурильник, забійник вапняного (піщаного) кар'єру міста Сталіно.
У жовтні 1932 року вступив до Донецького гірничого інституту, який пізніше був перетворений в гірничий факультет Донецького індустріального інституту в місті Сталіно. 
У жовтні 1937 року був мобілізований на виробництво. З жовтня 1937 по липень 1938 року — інженер-диспетчер комбінату «Донбасвугілля» в місті Сталіно.
У липні 1938 — серпні 1939 року — начальник виробничо-розпорядчого відділу, в серпні — листопаді 1939 року — заступник головного інженера тресту «Донбасантрацит» міста Красний Луч Ворошиловградської області.
У листопаді 1939 року — начальник контрольно-інспекторської групи Головвугілля по Підмосковному вугільному басейні.
У листопаді 1939 — квітні 1940 року — начальник виробничо-розпорядчого відділу Головвугілля.
У квітні — вересні 1940 року — начальник виробничого відділу, заступник головного інженера комбінату «Москвавугілля» в місті Тулі.
У 1940 році захистив дипломний проєкт в Донецькому індустріальному інституті та отримав диплом гірничого інженера-електромеханіка.
У вересні 1940 — липні 1941 року — головний інженер шахти імені 20-річчя ВЛКСМ тресту «Донбасантрацит» міста Красний Луч Ворошиловградської області. У липні — жовтні 1941 року — завідувач шахти № 17—17-біс тресту «Донбасантрацит» міста Красний Луч Ворошиловградської області. У жовтні 1941 року евакуйований до міста Копейська Челябінської області.
У жовтні 1941 — травні 1942 року — тимчасовий в.о. начальника шахти № 22 тресту «Челябінськвугілля» міста Копейська Челябінської області.
У травні 1942 — червні 1944 року — головний інженер шахти № 205 тресту «Челябінськвугілля» міста Копейська Челябінської області.
Член ВКП(б) з січня 1943 року.
У червні 1944 — червні 1946 року — партійний організатор ЦК ВКП(б) шахти № 4—6 тресту «Копейськвугілля» Челябінської області.
У червні 1946 — квітні 1948 року — начальник шахти № 4—6 тресту «Копейськвугілля» Челябінської області.
У квітні 1948 року ненадовго був відкликаний до Москви, з квітня по серпень 1948 року працював старшим консультантом міністра вугільної промисловості східних районів СРСР.
У серпні 1948 — лютому 1950 року — керуючий тресту «Копейськвугілля» комбінату «Челябінськвугілля» Челябінської області.
У лютому 1950 — грудні 1952 року — головний інженер комбінату «Челябінськвугілля».
6 грудня 1952 — 19 червня 1957 року — начальник комбінату «Свердловськвугілля» Свердловської області.
У червні 1957 — січні 1958 року — начальник Управління паливної промисловості Ради народного господарства Свердловського економічного адміністративного району.
25 січня 1958 — 28 квітня 1962 року — 2-й секретар Свердловського обласного комітету КПРС.
28 квітня — 24 грудня 1962 року — голова виконавчого комітету Свердловської обласної ради депутатів трудящих.
У грудні 1962 року — інспектор ЦК КПРС по Російській РФСР.
21 грудня 1962 — 17 січня 1963 року — голова Організаційного бюро Кемеровського обласного комітету КПРС по промисловому виробництву.
17 січня 1963 — 23 грудня 1964 року — 1-й секретар Кемеровського промислового обласного комітету КПРС.
23 грудня 1964 — 19 серпня 1974 року — 1-й секретар Кемеровського обласного комітету КПРС.
Помер 19 серпня 1974 року після важкої хвороби в Москві. Похований на Новодівочому цвинтарі Москви.

## Нагороди
- чотири ордени Леніна (26.04.1957, 29.06.1966, 25.08.1971, 30.08.1973)
- два ордени Трудового Червоного Прапора (6.09.1963,)
- орден «Знак Пошани» (30.12.1943)
- дві медалі «За трудову відзнаку» (17.02.1939, .10.1948)
- медаль «За трудову доблесть» (1953)
- медаль «За доблесну працю у Великій Вітчизняній війні 1941—1945 рр.» (.08.1945)
- медаль «40 років Збройних Сил СРСР» (.12.1958)
- медалі
- Сталінська премія ІІІ ст. (3.08.1948) — за розробку та впровадження методів автоматичного управління механізмами і процесами на вугільних шахтах